# Chlamydogramme hollrungii
Chlamydogramme es un género monotípico de helechos perteneciente a la familia  Dryopteridaceae. Su única especie: Chlamydogramme hollrungii, es originaria de Papúa Nueva Guinea.

## Taxonomía
Chlamydogramme hollrungii fue descrita por (Kuhn) Holttum y publicado en The Gardens' Bulletin Singapore 39(2): 157. 1986.
Sinonimia
- Acrostichum hollrungii (Kuhn) Baker
- Gymnopteris hollrungii Kuhn
- Hemigramma hollrungii (Kuhn) Copel.
- Leptochilus hollrungii (Kuhn) C. Chr.[2]